# Guilherme (football, 1988)
Pour les articles homonymes, voir Guilherme.
Guilherme Milhomem Gusmão dit Guilherme, né le 22 octobre 1988 à Imperatriz au Brésil, est un footballeur brésilien. Il est attaquant.

## Carrière
Le buteur par excellence, une boule de nerf qui en quelques minutes peut mettre la pagaille dans n'importe quelle défense.
Guilherme signe au Dynamo Kiev en 2009 contre 7 millions de dollars  à Cruzeiro et pour une durée de cinq ans. Au Dynamo, il porte le numéro 77. Il porte ses nouvelles couleurs la première fois contre Krylia Sovetov Samara (Russie) le 22 février 2009. Pour son premier match officiel contre le Karpaty Lviv, il réalise un triplé et est, en plus, l'auteur d'une passe décisive (victoire 4-1). 
En août 2009, il est prête au CSKA Moscou pour pallier l'absence de Vagner Love, prête au SE Palmeiras. 
Dans le premier match pour le CSKA, il rentre à la 45e minute, et marque deux fois contre le Krylia Sovetov Samara. 

## Statistiques
| Équipe            | Saison                          | Ligue | Ligue | Coupe | Coupe | Europe | Europe | Total | Total |
| Équipe            | Saison                          | Apps  | Buts  | Apps  | Buts  | Apps   | Buts   | Apps  | Buts  |
| ----------------- | ------------------------------- | ----- | ----- | ----- | ----- | ------ | ------ | ----- | ----- |
| Cruzeiro          | Championnat du Brésil 2007      | 26    | 10    | 0     | 0     | 0      | 0      | 26    | 10    |
| Cruzeiro          | Championnat du Brésil 2008      | 31    | 18    | 0     | 0     | 8      | 2      | 39    | 20    |
| Cruzeiro          | Total                           | 57    | 28    | 0     | 0     | 8      | 2      | 65    | 30    |
| Dynamo Kiev       | Championnat d'Ukraine 2008-2009 | 2     | 3     | 0     | 0     | 0      | 0      | 2     | 3     |
| Dynamo Kiev       | Championnat d'Ukraine 2009-2010 | 4     | 1     | 1     | 0     | 0      | 0      | 5     | 1     |
| Dynamo Kiev       | Championnat d'Ukraine 2010-2011 | 4     | 1     | 1     | 0     | 1      | 0      | 6     | 1     |
| Dynamo Kiev       | Total                           | 10    | 5     | 2     | 0     | 1      | 0      | 13    | 5     |
| CSKA Moscou       | Championnat de Russie 2009      | 5     | 3     | 0     | 0     | 1      | 0      | 6     | 3     |
| CSKA Moscou       | Championnat de Russie 2010      | 12    | 5     | 1     | 2     | 1      | 0      | 14    | 7     |
| CSKA Moscou       | Total                           | 17    | 8     | 1     | 2     | 2      | 0      | 20    | 10    |
| Total de carrière | Total de carrière               | 84    | 41    | 3     | 2     | 11     | 2      | 98    | 45    |